# 단적비연수
은행나무 침대 2: 단적비연수는 은행나무 침대, 쉬리를 만든 강제규 감독이 기획한 속편 영화로 네 남녀의 엇갈린 사랑과 운명을 그린 영화이자 낯선 시대배경과 진부한 사랑이야기로 혹평속에서도 흥행적 성공을 거둔 대작이다.
한편, 김석훈 (단 역) 설경구 (적 역)은 해당 영화에 앞서 이현세 작가의 만화를 원작으로 한 <개미지옥>에 캐스팅되었으나 대한민국의 외환위기가 터지면서 투자사들이 발을 빼어 좌절되었다. 이 영화를 통해 두 번째 메가폰을 잡을 계획이었던 박광춘 감독은 마들렌으로 두 번째 영화 연출을 맡았다.

## 캐스팅
- 김석훈 : 단 역
- 설경구 : 적 역
- 최진실 : 비 역
- 김윤진 : 연 역
- 이미숙 : 수 역
- 조원희 : 한 역
- 이현순 : 해야 역
- 송용태 : 대장간 노인 역
- 김진근 : 부치 역
- 이지수 : 제사장 역
- 박동빈 : 수로 역
- 조덕현 : 도운 역
- 정진오 : 장준 역
- 공형진 : 성관 역
- 이국호 : 국호 역
- 한영숙 : 영숙 역
- 김민경 : 진 역
- 정다빈 : 어린 비 역